# Kazushi Sakuraba
Kazushi Sakuraba (em japonês:  桜庭和志 Sakuraba Kazushi. Katagami, 14 de julho de 1969) é um lutador de MMA japonês.
Já lutou em eventos como UWFi, Reino Pro Wrestling, Ultimate Fighting Championship, PRIDE, e K-1 HERO'S. Atualmente está no DREAM, que susbstitui o HERO'S. Ele é conhecido pela sua maestria no Wrestling Japonês, Grappling e Submission e como Gracie Hunter (algo como Caçador de Gracies) por ser o lutador que mais derrotou integrantes da Família Gracie, conhecida pelo desenvolvimento do jiu-jitsu brasileiro. Entretanto, em 2007, numa revanche, Royce Gracie conseguiu derrotá-lo. Possui vitórias notáveis sobre Carlos Newton, Vitor Belfort, Guy Mezger, Quinton Jackson, Kevin Randleman, Ken Shamrock, Ikuhisa Minowa, Masaktsu Funaki e membros da família Gracie como Royler Gracie, Renzo Gracie e Ryan Gracie.
No ano 2000, em luta contra Royce Gracie, após seis rounds de quinze minutos, Sakuraba cansou o seu oponente e a equipe de Royce jogou a toalha. Sakuraba voltou para mais quinze minutos de combate contra o mais pesado Igor Vovchanchyn, nas semifinais, para também desistir e perder. Essa luta entre Royce e Sakuraba é a luta mais longa do Vale-Tudo moderno. Sakuraba é considerado por muitos uma lenda do MMA e um dos maiores artistas marciais de todos os tempos.

## Biografia
Na sua época escolar era lutador amador. Sua estréia foi luta livre em 1993 na UWF. Sua carreira no MMA inciou em 1997 no Ultimate Fighting Championship (Evento UFC Japão) quando derrotou Marcus Silveira. Em 1998, passou a integrar o PRIDE. No PRIDE derrotou atletas como Vitor Belfort, Ebenezer Fontes Braga, Kevin Randleman e Quinton Jackson. Também no PRIDE conseguiu derrotar os irmãos Royler, Royce, Renzo e Ryan Gracie, sendo assim ficou conhecido como Caçador de Gracies. Royce Gracie conseguiu bater Sakuraba em uma luta com rounds contados (diferente do primeiro combate entre os dois). A luta terminou em uma decisão unânime para Royce que lutou com objetivo claro de ganhar nos pontos. O combate permanece muito controverso por ter-se averiguado que Royce apelou para o uso de algum tipo de esteroide. Sakuraba enfrentou e foi derrotado pelo lutador brasileiro de MMA Wanderlei Silva três vezes, a sua única chance foi na segunda luta, mas após uma queda quebrou o braço. A partir de 2006, passou a atuar nos eventos do K-1, c omo o HERO'S e K-1 Dinamite. Em 2008, passou a lutar no DREAM.
|  |  |  |

## Prêmios e campeonatos

### MMA
PRIDE Fighting Championships
- Semifinalista do PRIDE Openweight Grand Prix 2000

Ultimate Fighting Championship
- Campeão do UFC Japan Heavyweight Tournament

### Wrestling Profissional
Kingdom
- Campeão do Kingdom One Million Yen Tournament[1]

### Wrestling Amador
- Vice-campeão japonês (ensino médio)
- Campeão do East Japan Freshman championship
- 4º lugar no All Japan collegiate wrestling championships

Prêmios da Wrestling Observer Newsletter
- Wrestling Observer Newsletter Hall of Fame (Classe de 2004)
- 2001 Best Box Office Draw
- 2001 Feud of the Year (vs. Wanderlei Silva)
- 2000 Best Shootfighter
- 2000 Best Shoot Match (vs. Royce Gracie)

## Cartel no MMA
| Res.    | Cartel      | Oponente                 | Método                                  | Evento                              | Data       | Round | Tempo | Local                   | Notas |
| ------- | ----------- | ------------------------ | --------------------------------------- | ----------------------------------- | ---------- | ----- | ----- | ----------------------- | --- |
| Derrota | 26-17-1 (2) | Shinya Aoki              | Nocaute Técnico (interrupção do córner) | Rizin Fighting Federation 1         | 29/12/2015 | 1     | 5:56  | Saitama                 | Luta no peso Meio-Médio. |
| Derrota | 26-16-1 (2) | Yan Cabral               | Finalização (triângulo de braço)        | Dream 17                            | 24/09/2011 | 2     | 2:42  | Saitama                 | |
| Derrota | 26-15-1 (2) | Marius Žaromskis         | Nocaute Técnico (interrupção médica)    | Dynamite!! 2010                     | 31/12/2010 | 1     | 2:16  | Saitama                 | Pelo Cinturão Meio Médio do Dream. |
| Derrota | 26–14–1 (2) | Jason Miller             | Finalização (triângulo de braço)        | Dream 16                            | 25/09/2010 | 1     | 2:09  | Nagoya                  | |
| Derrota | 26–13–1 (2) | Ralek Gracie             | Decisão (unânime)                       | Dream 14                            | 29/05/2010 | 3     | 5:00  | Saitama                 | |
| Vitória | 26-12-1 (2) | Zelg Galesic             | Finalização (chave de joelho)           | Dream 12                            | 25/10/2009 | 1     | 1:40  | Osaka                   | |
| Vitória | 25-12-1 (2) | Rubin Williams           | Finalização (kimura)                    | Dream 11                            | 06/10/2009 | 1     | 2:53  | Yokohama                | |
| Derrota | 24-12-1 (2) | Kiyoshi Tamura           | Decisão (unânime)                       | Dynamite!! 2008                     | 31/12/2008 | 2     | 5:00  | Saitama                 | |
| Derrota | 24-11-1 (2) | Melvin Manhoef           | Nocaute Técnico (socos)                 | Dream 4                             | 15/06/2008 | 1     | 1:30  | Yokohama                | Quartas de Final GP de Médios do Dream. |
| Vitória | 24-10-1 (2) | Andrews Nakahara         | Finalização (neck crank)                | Dream 2                             | 29/04/2008 | 1     | 6:25  | Saitama                 | Primeira Luta do GP de Médios do Dream. |
| Vitória | 23-10-1 (2) | Masakatsu Funaki         | Finalização (kimura)                    | K-1 PREMIUM 2007 Dynamite!!         | 31/12/2007 | 1     | 6:25  | Osaka                   | |
| Vitória | 22-10-1 (2) | Katsuyori Shibata        | Finalização (chave de braço)            | K-1 Heroes GP Finals                | 17/09/2007 | 1     | 6:21  | Yokohama                | |
| Derrota | 21-10-1 (2) | Royce Gracie             | Decisão (unânime)                       | K-1 Dynamite!! USA                  | 02/06/2007 | 3     | 5:00  | Los Angeles, California | Gracie testou positivo para esteroides após a luta. |
| Vitória | 21-9-1 (2)  | Yurij Kiselov            | Finalização (triângulo)                 | Hero's 8                            | 12/03/2007 | 1     | 1:26  | Nagoya                  | |
| NC      | 20-9-1 (2)  | Yoshihiro Akiyama        | Sem Resultado (lubrificação)            | K-1 Premium 2006 Dynamite!!         | 31/12/2006 | 1     | 5:37  | Osaka                   | Originalmente derrota; Foi descoberto substâncias proibidas no corpo de Akiyama. |
| Vitória | 20-9-1 (1)  | Kestutis Smirnovas       | Finalização (chave de braço)            | Hero's 6                            | 05/08/2006 | 1     | 6:41  | Tóquio                  | |
| Vitória | 19-9-1 (1)  | Ikuhisa Minowa           | Finalização (kimura)                    | Pride Shockwave 2005                | 31/12/2005 | 1     | 9:59  | Saitama                 | |
| Vitória | 18-9-1 (1)  | Ken Shamrock             | Nocaute Técnico (soco)                  | Pride 30                            | 23/10/2005 | 1     | 2:27  | Saitama                 | |
| Derrota | 17-9-1 (1)  | Ricardo Arona            | Nocaute Técnico (interrupção do córner) | Pride Critical Countdown 2005       | 26/06/2005 | 2     | 5:00  | Saitama                 | Quartas de Final do GP de Médios do Pride de 2005. |
| Vitória | 17-8-1 (1)  | Yoon Dong-Sik            | Nocaute Técnico (golpes)                | Pride Total Elimination 2005        | 23/04/2005 | 1     | 0:38  | Osaka                   | Primeira Luta do GP de Médios do Pride de 2005. |
| Vitória | 16-8-1 (1)  | Antonio Schembri         | Decisão (unânime)                       | Pride Critical Countdown 2004       | 20/06/2004 | 3     | 5:00  | Saitama                 | |
| Derrota | 15-8-1(1)   | Antônio Rogério Nogueira | Decisão (unânime)                       | Pride Shockwave 2003                | 31/12/2003 | 3     | 5:00  | Saitama                 | |
| Vitória | 15-7-1 (1)  | Kevin Randleman          | Finalização (chave de braço)            | Pride Final Conflict 2003           | 09/11/2003 | 3     | 2:36  | Tóquio                  | |
| Derrota | 14-7-1 (1)  | Wanderlei Silva          | Nocaute (soco)                          | Pride Total Elimination 2003        | 10/08/2003 | 1     | 5:01  | Saitama                 | Primeira Luta do GP de Médios do Pride de 2003. |
| Derrota | 14-6-1 (1)  | Antonio Schembri         | Nocaute Técnico (joelhadas)             | Pride 25                            | 16/03/2003 | 1     | 6:15  | Yokohama                | |
| Vitória | 14-5-1 (1)  | Gilles Arsene            | Finalização (chave de braço)            | Pride 23                            | 24/11/2002 | 3     | 2:08  | Tóquio                  | |
| Derrota | 13-5-1 (1)  | Mirko Filipović          | Nocaute Técnico (lesão)                 | Pride Shockwave                     | 28/08/2002 | 2     | 5:00  | Tóquio                  | Sakuraba lesionou o olho. |
| Derrota | 13-4-1 (1)  | Wanderlei Silva          | Nocaute Técnico (interrupção médica)    | Pride 17                            | 03/11/2001 | 1     | 10:00 | Tóquio                  | Pelo Cinturão Peso Médio do Pride. |
| Vitória | 13-3-1 (1)  | Quinton Jackson          | Finalização (mata leão)                 | Pride 15                            | 29/07/2001 | 1     | 5:41  | Saitama                 | |
| Derrota | 12-3-1 (1)  | Wanderlei Silva          | Nocaute Técnico (golpes)                | Pride 13                            | 25/03/2001 | 1     | 1:38  | Saitama                 | |
| Vitória | 12-2-1 (1)  | Ryan Gracie              | Decisão (unânime)                       | Pride 12                            | 09/12/2000 | 1     | 10:00 | Saitama                 | |
| Vitória | 11-2-1 (1)  | Shannon Ritch            | Finalização (chave de aquiles)          | Pride 11                            | 31/10/2000 | 1     | 1:08  | Osaka                   | |
| Vitória | 10-2-1 (1)  | Renzo Gracie             | Finalização (kimura)                    | Pride 10                            | 27/08/2000 | 2     | 9:43  | Tokorozawa              | |
| Derrota | 9-2-1 (1)   | Igor Vovchanchyn         | Nocaute Técnico (interrupção do córner) | Pride Grand Prix 2000 Finals        | 01/05/2000 | 1     | 15:00 | Tóquio                  | Semifinal do GP de Peso Aberto do Pride de 2000. |
| Vitória | 9-1-1 (1)   | Royce Gracie             | Nocaute Técnico (interrupção do córner) | Pride Grand Prix 2000 Finals        | 01/05/2000 | 6     | 90:00 | Tóquio                  | Quartas de Final do GP de Peso Aberto do Pride de 2000; Rounds ilimitados de 15 min, e sem intervenção do árbitro. Após 6 rounds, o córner do Royce Gracie jogou a toalha, por entender que ele estava exausto. |
| Vitória | 8-1-1 (1)   | Guy Mezger               | Nocaute Técnico (desistência)           | Pride Grand Prix 2000 Opening Round | 30/01/2000 | 1     | 15:00 | Tóquio                  | Primeira luta do GP de Peso Aberto do Pride de 2000. |
| Vitória | 7-1-1 (1)   | Royler Gracie            | Finalização (kimura)                    | Pride 8                             | 21/11/1999 | 2     | 13:16 | Tóquio                  | |
| Vitória | 6-1-1 (1)   | Anthony Macias           | Finalização (chave de braço)            | Pride 7                             | 12/09/1999 | 2     | 2:30  | Yokohama                | |
| Vitória | 5-1-1 (1)   | Ebenezer Fontes Braga    | Finalização (chave de braço)            | Pride 6                             | 04/07/1999 | 1     | 9:23  | Yokohama                | |
| Vitória | 4-1-1 (1)   | Vitor Belfort            | Decisão (unânime)                       | Pride 5                             | 29/04/1999 | 2     | 10:00 | Nagoya                  | |
| Empate  | 3-1-1 (1)   | Allan Goes               | Empate                                  | Pride 4                             | 11/10/1998 | 3     | 10:00 | Tóquio                  | |
| Vitória | 3-1 (1)     | Carlos Newton            | Finalização (chave de joelho)           | Pride 3                             | 24/06/1998 | 2     | 5:19  | Tóquio                  | |
| Vitória | 2-1 (1)     | Vernon White             | Finalização (chave de braço)            | Pride 2                             | 15/03/1998 | 3     | 6:53  | Yokohama                | |
| Vitória | 1-1 (1)     | Marcus Silveira          | Finalização (chave de braço)            | UFC Japão                           | 21/12/1997 | 1     | 3:44  | Yokohama                | Venceu o Torneio de Pesados do UFC Japão. |
| NC      | 0-1 (1)     | Marcus Silveira          | Sem Resultado (interrupção prematura)   | UFC Japão                           | 21/12/1997 | 1     | 1:51  | Yokohama                | |
| Derrota | 0-1         | Kimo Leopoldo            | Finalização (triângulo de braço)        | Shoot Boxing - S-Cup 1996           | 14/07/1996 | 1     | 4:20  | Tóquio                  | |